# Meningoencefalitis
La meningoencefalitis és una un estat mèdic que es caracteritza per una inflamació simultània de les meninges i de l'encèfal. Té causes molt diverses, ja que la poden produir patògens virals i bacterials, microbis parasitaris i alguns anticossos. En general presenta unes taxes elevades de mortalitat i de morbiditat.
Alguns tipus de meningoencefalitis, segons l'agent causal, són:
- Meningoencefalitis amèbica primària, causada per diverses espècies d'amebes.
- Meningoencefalitis angiostrongilòtica, causada pel nematode Angiostrongylus cantonensis.
- Meningoencefalitis criptococcòtica, provocada per criptococs.
- Meningoencefalitis herpètica, provocada pel virus de l'herpes simple.
- Meningoencefalitis listeriòtica, associada a la listeriosi.

## Símptomes
Els signes de meningoencefalitis inclouen comportament inusual, canvis en la personalitat, nàusees i boira mental. Els símptomes poden incloure mal de cap, febre, dolor en moure el coll, sensibilitat a la llum i convulsions.